# Нільс Геріберт-Нільссон
Нільс Геріберт-Нільссон (швед. Nils Heribert-Nilsson; 26 травня 1883 — 3 серпня 1955) — шведський ботанік та генетик.

## Біографія
Нільс Геріберт-Нільссон народився 26 травня 1883 року у Сківарпі, ландскап Сконе.
У 1915 році Геріберт-Нільссон отримав ступінь доктора філософії у Лундському університеті за захист дисертації Die Spaltungserscheinungen der Oenothera lamarckiana. З 1934 до 1948 року він був професором ботаніки Лундського університету.
Геріберт-Нільссон був активним дослідником у селекції рослин. Його найважливіше дослідження стосується роду Верба та його таксономії, ускладненої частою гібридизацією. Серед його досліджень було вивчення гібридизації видів Salix viminalis та Salix caprea.
У 1943 Геріберт-Нільссон був обраний членом Шведської королівської академії наук.
Нільс Геріберт-Нільссон помер 3 серпня 1955 року. 

## Окремі наукові праці
- Die Spaltungserscheinungen der Oenothera lamarckiana, Ph.D. Thesis, 1915.
- Experimentelle Studien über Variabilität, Spaltung, Artbildung und Evolution in der Gattung Salix, 1918.
- Synthetische Bastardierungsversuche in der Gattung Salix, 1930.
- Linné, Darwin, Mendel: trenne biografiska skisser ("Linnaeus, Darwin, Mendel: three biographic sketches"), popular science, 1930.
- Der Entwicklungsgedanke und die moderne Biologie ("The development thought and modern biology"), 1941.
- Synthetische Artbildung: Grundlinien einer exakten Biologie, 2 vols., 1953.